# Juan Palacios (Radsportler)
Juan Palacios (* 6. Februar 1962) ist ein ehemaliger ecuadorianischer Radrennfahrer und nationaler Meister im Radsport.

## Sportliche Laufbahn
Palacios war Teilnehmer der Olympischen Sommerspiele 1980 in Moskau im Bahnradsport. Der Vierer aus Ecuador kam mit Esteban Espinoza, Jhon Jarrín, Edwin Mena und Juan Palacios in der Mannschaftsverfolgung, auf den 13. Platz. Das Team wurde damit Letzter des Wettbewerbs.